# Twinset

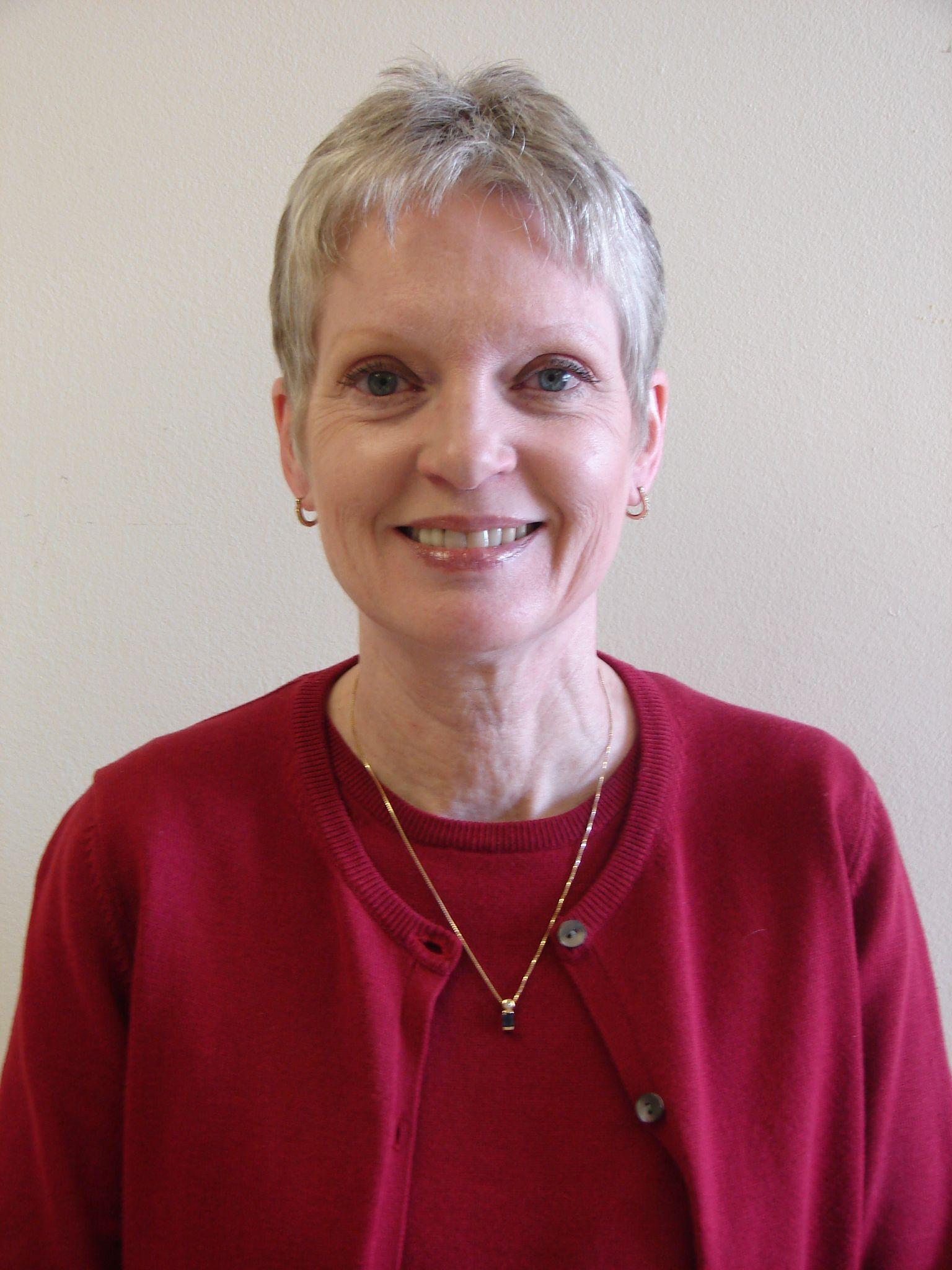
Femme portant un twinset.

Un twinset ou twin-set (de l'anglais twin : jumeau et set : ensemble) est un ensemble coordonné constitué d'un cardigan et d'un pull-over. Il apparaît dans sa forme moderne durant les années 1930. Grace Kelly et Marilyn Monroe font partie des femmes célèbres ayant porté des twinsets après la Seconde Guerre mondiale. 

## Présentation
Le twinset classique est tricoté en laine, en cachemire ou en coton léger. Le pull-over, de forme simple, est habituellement porté près du corps ; le cardigan est du même ton que le pull et dans la même maille. Il reste déboutonné et les boutons du cardigan sont les seuls éléments décoratifs de l'ensemble. Celui-ci se voit parfois accompagné d'un collier de perles et même classiquement d'une jupe en tweed. Le pull-over est le plus souvent à manches courtes,. Au cours des décennies, plus variantes sont apparues : col V à la place du col arrondi, le cardigan avec un petit col, des versions décorées le plus souvent avec des perles, des motifs. Il exprime « les valeurs et le bon-goût des classes moyennes supérieures » ainsi que la simplicité.

## Historique
Il est apparu dans sa forme contemporaine après la Première Guerre mondiale : les techniques de confection de la maille évoluant, la forme d'un vêtement n'est plus imposée par le tricotage mais par le processus industriel pouvant produire en masse. Il s'apparente alors à un vêtement proche du sportswear. Durant l'entre-deux-guerres, Otto Weisz le styliste d'origines autrichiennes de Pringle of Scotland créé un twin set plus formel, plus habillé qui reste l’origine notable du twin set actuel, créditant ainsi ce créateur comme « l'inventeur » de ce vêtement. Le modèle commercialisé par Pringle of Scotland est destiné, à l'origine, au marché américain et se verra nommé, plus tard, « Sloppy Joe ». La marque britannique John Smedley reste aussi reconnue en ce domaine. Après la guerre, de nombreuses actrices donnent ses lettres de noblesse à Pringle qui devient un élément essentiel dans les années 1950 pour les femmes au foyer.
Au cinéma, le twinset est souvent utilisé pour donner une indication sur le caractère du personnage. Plusieurs actrices apparaissent portant un twin set comme Grace Kelly avec son allure formelle et sophistiquée dans Fenêtre sur cour et l'année suivante dans La Main au collet, mais également Margaret Lockwood, Lauren Bacall, Deborah Kerr, Brigitte Bardot,, Anne Crawford mais aussi la danseuse Margot Fonteyn. Durant les décennies suivante, il connaît des hauts et des bas, disparaît pratiquement durant les années 1970 même si Giorgio di Sant'Angelo (en) réalise un twin-set surdimensionné en 1972 et Halston un long, trois ans plus tard. Il revient notablement sur les écrans à la fin des années 1990 avec Reese Witherspoon dans Pleasantville, Meg Ryan dans Vous avez un message, Gwyneth Paltrow dans Sylvia ou Scarlett Johansson dans Le Dahlia noir. Par la suite, ce sont les séries télévisées telles Gossip Girls ou Bree Van de Kamp dans Desperate Housewives qui s’emparent de l'ensemble deux pièces.